# Machiremisca verticillatus
Machiremisca verticillatus là một loài ruồi trong họ Asilidae. Machiremisca verticillatus được Becker miêu tả năm 1907. Loài này phân bố ở vùng Cổ Bắc giới và châu Á.